# Fisgard Lighthouse
Die National Historic Site of Canada Fisgard Lighthouse liegt, gemeinsam mit der National Historic Site of Canada Fort Rodd Hill, am Eingang zum Marinehafen von Esquimalt auf Vancouver Island. Zur Ansteuerung und zum Schutz des Hafens, der heutigen CFB Esquimalt, wurden die beiden Bauwerke errichtet.

## Lage
Fisgard Lighthouse liegt in Colwood im Capital Regional District. Der Leuchtturm liegt auf einer Landzunge unterhalb von Fort Rodd Hill, auf der westlichen Seite der Einfahrt zum Hafen. Das gesamte Objekt besteht dabei aus dem eigentlichen, weiß gestrichenen, Leuchtturm und einem roten zweigeschossigen Wärterhaus. Weiterhin gehört noch ein kleines Bootshaus dazu.

## Geschichte
Fisgard Lighthouse wurde am 3. November 1958 zur National Historic Site of Canada erklärt.
Erbaut wurde der Turm in der Zeit von 1859 bis 1860 und war damit das erste Leuchtfeuer an der Westküste der damaligen britischen Kolonie Vancouver Island. Der Hafen war zu dieser Zeit ein wichtiger Stützpunkt der Royal Navy Pazifik Schwadron. Die wesentlichen Bestandteile der Anlage wurden dabei, zusammen mit dem ersten Leuchtturmwärter George Davies, aus England geholt. Nach einer lokalen Legende wurden damals aber nicht nur die Linse und das eigentliche Equipment für den Leuchtturm aus Europa gebracht, sondern auch die Bausteine seien als Ballast mitgebracht worden. Diese Legende entspricht jedoch nicht der Wirklichkeit. Das Baumaterial wurde in der Umgebung beschafft, während die stählerne Leuchtturmtreppe in San Francisco angefertigt wurde.
Bis 1929 wurde der Leuchtturm noch durch einen Wärter betrieben, dann jedoch automatisiert. Wobei schon der letzte Wärter vor der Automatisierung nicht mehr im Wärterhaus am Turm, sondern auf der anderen Seite der Hafeneinfahrt lebte. Im Jahr 1940 wurde das Licht auf elektrischen Betrieb umgestellt. Seit seiner Erbauung stand das Leuchtfeuer auf einer kleinen Insel am Rand der Hafenzufahrt. Im Jahr 1958 änderte sich dies und aus der kleinen Insel wurde eine Landzunge. Dazu wurde von der kanadischen Armee, unter Nutzung verschiedener kleinster Inseln und Felsen, ein etwa 5 Meter breiter Damm vom Festland zum Turm errichtet.
Das Leuchtfeuer ist auch heute noch in Betrieb und in den entsprechenden Seekarten verzeichnet.

## Tourismus
Die gesamte Anlage kann heute grundsätzlich besichtigt werden. Zwar können nicht alle Räume betreten werden, jedoch kann in der Gesamtheit der offenen Räume ein guter Einblick in das Objekt gewonnen werden. Die beiden geschichtlichen Monumente Fisgard Lighthouse und Fort Rodd Hill werden hierbei gemeinsam durch Parks Canada gemanagt. Im Rahmen dieser Gesamtnutzung finden auf dem Gelände auch kulturelle Veranstaltungen, wie Konzerte und Shows, statt.
Im Berichtszeitraum 2019/2020 hatte die Anlage mit den beiden Objekten insgesamt 62.820 Besucher.

## Sonstiges
Mit dem Leuchtturm als Abbild auf der Landzunge unterhalb von Fort Rodd Hill wurde 1983 und 1984 durch die CANADA Post eine Briefmarke Fort Rodd Hill und Fisgard 1860 mit einem Nominal von je 32 cents herausgegeben.